# برومید تانتال (V)
برومید تانتال(V) (به انگلیسی: Tantalum(V) bromide) با فرمول شیمیایی Ta۲Br۱۰ یک ترکیب شیمیایی است. که جرم مولی آن 580.468 g/mol می‌باشد. شکل ظاهری این ترکیب، بلورین زرد است.